# Andreas Boyde
Andreas Boyde, né le 13 novembre 1967 en RDA, est un pianiste allemand . 

## Biographie
Boyde est né à Oschatz, Bezirk Leipzig. 
Il a joué en récital et soliste avec des orchestres tels que le London Philharmonic Orchestra, le Sächsische Staatskapelle Dresden, le Malaysian Philharmonic Orchestra, le Prague Radio Symphony Orchestra, le Dresden Philharmonic Orchestra, le Zurich Chamber Orchestra, le Bamberger Symphoniker, le Hallé Orchestre Manchester, l'Orchestre symphonique du Bolchoï, le Dresdner Sinfoniker, les London Mozart Players, l'Orchestre symphonique de Norrköping, l'Orchestre symphonique de Miami, l'Orchestre philharmonique de Slovénie, l'Orchestre Philharmonique d'Auckland , l'Orchestre Philharmonique de Zagreb, l'Orchestre philharmonique de Belgrade et le Berliner Sinfonie Orchestre. 
Le Brandenburgisches Staatsorchester Frankfurt (Oder) a nommé Andreas Boyde Artiste en résidence pour la saison 2018/19. 
Le pianiste a terminé un cycle Brahms sur CD pour OehmsClassics en coproduction avec Westdeutscher Rundfunk (radio allemande). 
Boyde a participé à plusieurs festivals de musique internationaux, dont le Beethovenfest Bonn, Prague Autumn et le Festival de piano de La Roque d'Anthéron. Il entretient des liens étroits avec la radio allemande, établis grâce à de fréquents enregistrements et productions. 
Le pianiste a donné la première européenne du Concerto pour piano Quatre paraboles de Paul Schoenfield, ainsi que la première représentation du Concerto pour piano de John Pickard, qui lui est dédié.  La reconstruction par Boyde des Variations 'Schubert' de Robert Schumann, maintenant publiées par Hofmeister Leipzig, révèle son intérêt pour les questions de musicologie et a été créée à New York . 
Boyde a étudié avec Christa Holzweißig et Amadeus Webersinke à Dresde, puis avec James Gibb à la Guildhall School of Music and Drama à Londres. Son mentor et promoteur, Malcolm Frager, a également eu une influence majeure. 
Outre ses nombreux enregistrements pour la radio et la télévision européennes, la discographie de Boyde comprend des œuvres de Brahms, Schumann, Tchaïkovski , Dvořák, Moussorgski, Ravel, Scriabin et Schoenfield . 
Boyde est entré dans le livre d'honneur de sa ville natale Oschatz en 2012.

## Discographie
- OehmsClassics : 
  - Brahms, L'intégrale des œuvres pour piano seul, vol. 1 CD OC 584
  - Brahms, Les œuvres complètes pour piano seul, Vol. 2 CD OC 585
  - Brahms, Les œuvres complètes pour piano seul, Vol. 3 CD OC 586
  - Brahms, Les œuvres complètes pour piano seul, Vol. 4 CD OC 743
  - Brahms, Les œuvres complètes pour piano seul, Vol. 5 CD OC 744
- Athene-Minerva Records : 
  - Schumann : Récital Schumann Düsseldorf CD ATHCD8
  - Tchaikovsky, Concerto pour piano no 2 en sol majeur, op. 44 CD ATHCD16
  - Mussorgsky , Maurice Ravel : Images et réflexions CD ATHCD17
  - Dvořák, Schoenfield, Concertos CD ATHCD21
  - Schumann, Brahms : Variations CD ATHCD23
- Dreyer Gaido : 
  - Scriabine, Prométhée, op. 60 CD 21035